# Harvey Hook
Harvey Noble Hook (* 8. August 1935; † 14. Oktober 2011 in New Port Richey, Vereinigte Staaten) war ein Bobfahrer von den Amerikanischen Jungferninseln.

## Biografie
Harvey Hook gehörte der ersten Winter-Olympiamannschaft der Amerikanischen Jungferninseln bei den Olympischen Winterspielen 1988 in Calgary an. Zusammen mit Christopher Sharpless belegte er im Zweierbob-Wettbewerb den 35. Rang.